# Pulau Mentebung
Pulau Mentebung is een bestuurslaag in het regentschap Bintan van de provincie Riau-archipel, Indonesië. Pulau Mentebung telt 303 inwoners (volkstelling 2010).